# Megachile pycnocephala
Megachile pycnocephala là một loài Hymenoptera trong họ Megachilidae. Loài này được Pasteels mô tả khoa học năm 1966.